# Oktober (film)
Oktober (Russisch: Октябрь, Oktjabr) is een Russische dramafilm uit 1928 onder regie van Sergej Eisenstein.

## Verhaal
In oktober 1917 houden de bolsjewieken een staking. Zo breekt de Oktoberrevolutie uit, die leidt tot de val van de tsaar en de installatie van het communistische regime. De film schetst de politieke ontwikkelingen in documentairestijl.

## Rolverdeling
| Acteur            | Personage            |
| ----------------- | -------------------- |
| Vladimir Popov    | Aleksandr Kerenski   |
| Vasili Nikandrov  | Vladimir Lenin       |
| Lajastsjenko      | Konovalov            |
| Tsjibisov         | Skobolev             |
| Boris Livanov     | Mikhail Tereshchenko |
| Chibisov          | Matvey Skobelev      |
| Mikhalev          | Nikolai Kishkin      |
| Nikolai Podvoisky | Bolshevik            |
| Smelsky           | Dmitry Verderevsky   |
| Eduard Tisse      | Duitse soldaat       |
| Yuri Sazonov      | Munist               |